# Temporada 1851-1852 del Liceu
La temporada va començar el 28 d'octubre amb Luisa Miller de Giuseppe Verdi, que es representava per primer cop aquell dia al Liceu. La companyia contractada per a la temporada estava formada per:
- Primeres tiples: Luigia Abbadia, Luigia Ponti Dell'Armi, Carolina Rappazini
- Segones tiples: Joana Fossa, Antonieta Aguiló-Donatutti, Adelaida Aleu-Cavallé, Roffo
- Tenors: Gaetano Baldanza, Giuseppe Passi, Ferran Rauret, Josep Font
- Barítons: Eugenio Luisia, Giuseppe Cima-Tonelli
- Baixos: Eugenio Tacchi-Manfredi, Benedetto Mazzetti, J. Lodi, Antoni Vives, Josep Obiols

Malgrat aparèixer en la llista de cantants, Carolina Rappazini no va participar en cap representació de la temporada.
| Temporada 1851-1852 del Liceu           |                              |                         |                   | |           |                                                         |
| Òpera                                   | Compositor                   | Director musical        | Director d'escena | Papers principals | Producció | Dates                                                   |
| Luisa Miller                            | Giuseppe Verdi               |                         |                   | Luigia Abbadia, Giuseppina Sperati, Joana Fossa, Gaetano Baldanza, Eugenio Tacchi-Manfredi, Lodi, Josep Pedragosa,                                            |           | 28 i 30 d'octubre, 1 de novembre                        |
| Corrado d'Altamura                      | Federico Ricci               |                         |                   | Luigia Abbadia, Giuseppina Sperati, Joana Fossa, Adelaida Aleu-Cavallé, Gaetano Baldanza, Giuseppe Cima-Tonelli, Antoni Vives, Josep Pedragosa                |           | 9, 15 i 16 de novembre                                  |
| Gemma di Vergy                          | Gaetano Donizetti            |                         |                   | Luigia Ponti Dell'Armi, Antonieta Aguiló-Donatutti, Gaetano Baldanza, Galli, Lodi, Antoni Vives                                                               |           | 29 i 30 de novembre, 4 i 7 de desembre, 10 de gener     |
| Norma                                   | Vincenzo Bellini             | Mateu Ferrer            |                   | Gaetano Baldanza, Eugenio Tacchi-Manfredi, Cristina Villó, Matilde Villó, Adelaida Aleu-Cavallé, Ferran Rauret                                                |           | 17 i 18 de desembre, 11 de gener                        |
| Ernani                                  | Giuseppe Verdi               |                         |                   | Luigia Abbadia, Adelaida Aleu-Cavallé, Gaetano Baldanza, Folgueró, Eugenio Tacchi-Manfredi                                                                    |           | 25 i 26 de desembre, 1 i 15 de gener                    |
| Attila                                  | Giuseppe Verdi               |                         |                   | Luigia Abbadia, Gaetano Baldanza, Ferran Rauret, Eugenio Tacchi-Manfredi, Eugenio Luisia, Antoni Vives                                                        |           | 25 i 27 de gener, 5 i 20 de febrer                      |
| Il nuovo Figaro                         | Luigi Ricci                  |                         |                   | Lodi, Luigia Ponti Dall'Armi, Giuseppe Passi, Benedetto Mazetti, Giuseppina Sperati, Ferran Rauret                                                            |           | 6, 7, 8 i 15 de febrer                                  |
| La figlia del reggimento                | Gaetano Donizetti            | Michele-Angelo Rachelle |                   | Antonieta Aguiló-Donatutti, Sofia Vera-Lorini (març) / Luigia Ponti Dall'Armi (abril), Benedetto Mazzetti, Josep Font, Antoni Vives                           |           | 12 i 16 març; 27 i 28 abril                             |
| Un'avventura di Scaramuccia             | Luigi Ricci                  | Michele-Angelo Rachelle |                   | Luigia Ponti Dall'Armi, Giuseppina Sperati, Adelaida Aleu-Cavallé, Gaetano Baldanza, Ferran Rauret, Eugenio Tacchi-Manfredi, Benedetto Mazzetti, Antoni Vives |           | 19, 21, 23, 25 i 28 de març, 11, 12, 23 i 30 d'abril    |
| Sessió extraordinària de música sagrada |                              | Michele-Angelo Rachelle |                   | |           | 29 de març                                              |
| La muta di Portici                      | Daniel-François Esprit Auber |                         |                   | Giuseppina Sperati, Adelaida Aleu-Cavallé, Gilbert, Gaetano Baldanza, Josep Font, Ferran Rauret, Eugenio Tacchi-Manfredi, Antoni Vives, Josep Obiols          |           | 15, 16, 18, 19, 22 i 25 d'abril, 2, 12, 16 i 20 de maig |
| La vestale                              | Saverio Mercadante           |                         |                   | Luigia Ponti Dell'Armi, Giuseppina Sperati, Antonieta Aguiló-Donatutti, Gaetano Baldanza, Eugenio Tacchi-Manfredi, Antoni Vives, Ferran Rauret, Josep Obiols  |           | 8, 9, 17 i 23 de maig                                   |
| Concert instrumental                    |                              | Michele-Angelo Rachelle |                   | |           | 20 de juny, 11, 18 i 25 de juliol, 22 d'agost           |